# Muslići (Bośnia i Hercegowina)
Muslići – wieś w Bośni i Hercegowinie, w Federacji Bośni i Hercegowiny, w kantonie uńsko-sańskim, w mieście Bihać. W 2013 roku liczyła 430 mieszkańców, z czego większość stanowili Boszniacy.